# Hedströmfeile
Hedströmfeilen gehören zum zahnärztlichen Instrumentarium und dienen der Behandlung von Wurzelkanälen. Mit Hilfe dieser Instrumente werden die Wurzelkanäle gesäubert und erweitert, um einen Innendurchmesser der Kanäle zu erreichen, der ein sicheres Abfüllen über die ganze Länge des Kanals mit Wurzelfüllmaterialien zulässt.
Hedströmfeilen werden aus Rundstählen geschliffen, wobei der Winkel der Schneide herstellerabhängig ca. 74° zur Instrumentenachse beträgt. Diese Tatsache macht Hedströmfeilen zu sehr effektiven Werkzeugen, da ein rascher Materialabtrag erfolgt. Die verschiedenen Größen der Hedströmfeilen werden in ISO-Größen (ISO 3630) eingeteilt. Sie sind neben den Reamern und Feilen, die äußerlich ganz ähnlich aussehen, die gängigsten Instrumente zur Aufbereitung von Zähnen, deren Pulpa (mit ihrem Zahnnerv) devital ist oder aus anderen Gründen entfernt werden muss.
|  |  |  |